# Utra (isola)
Utra, Utran o Ultran (in croato Utra), detto anche scoglio Lucina o Scoglich, è una piccola isola della Dalmazia settentrionale, in Croazia, che fa parte dell'arcipelago zaratino. Si trova nel mar Adriatico centrale, affiancata alla costa orientale dell'Isola Lunga. Amministrativamente appartiene al comune di Sale, nella regione zaratina.

## Geografia
Utra è un isolotto a forma di goccia, con una superficie di 0,202 km², una costa lunga 1,76 km e un'altezza di 48,5 m. Si trova a nord di porto Luccina o Lucina (Lučina), l'insenatura dove si trova Berbigno (Brbinj) e che è compresa tra punta Utra (rt Utra) e punta Luccina (Narat), l'estremità della piccola penisola omonima che chiude il porto a est. Utra dista 200 m da punta Utra e 300 m da punta Luccina; si affaccia a nord nel canale di Mezzo (Srednji kanal).

### Cartografia
- (HR) Mappa topografica della Croazia 1:25000, su preglednik.arkod.hr. URL consultato il 31 luglio 2017.
- G. Giani, Carta prospettiva delle Comuni censuarie della Dalmazia, foglio 2, 1839. Fondo Miscellanea cartografica catastale, Archivio di Stato di Trieste.
- Carta di cabottaggio del mare Adriatico, foglio VII, Milano, Istituto geografico militare, 1822-1824. URL consultato l'8 aprile 2017 (archiviato dall'url originale il 13 aprile 2013).